# ملت (عثمانی)

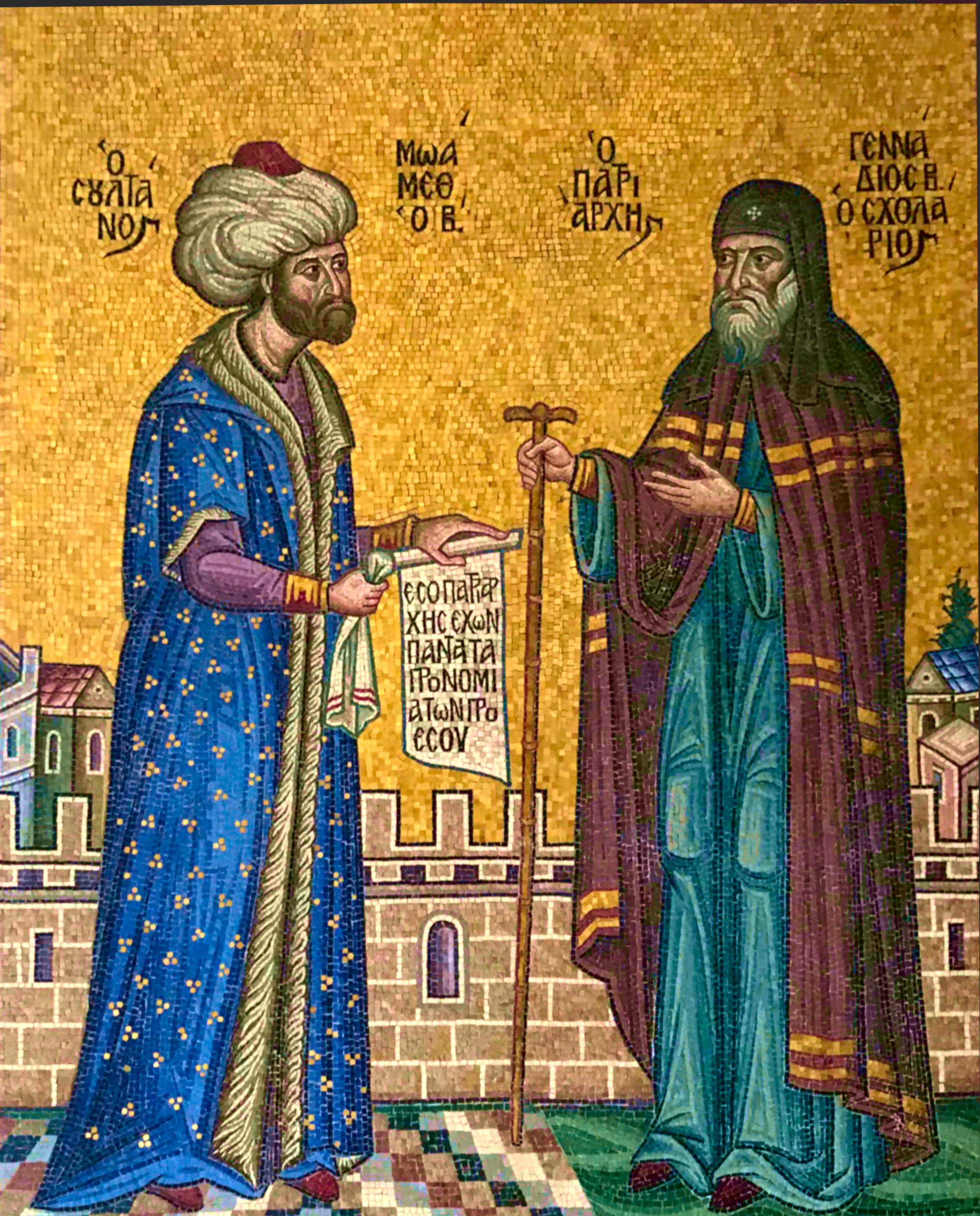
سلطان عثمانی

ملت که از لغت عربی «ملة» آمده‌است، شیوه قضایی امپراتوری عثمانی بود که بر پایه آن هر گروهی سیستم قضایی مخصوص به خودش را داشت و مسیحیان و مسلمان و یهودیان، هر کدام به دادگاه‌های شرعی خود می‌رفتند و مجاز بودند که بر پایه سیستم قضایی خود محاکمه شوند.